# Always on the Run
Singles de Lenny Kravitz
Does Anybody Out There Even Care
(1990) It Ain't Over 'til It's Over
(1991)
Pistes de Mama Said
Fields of Joy
(1) Stand by My Woman
(3)
Always on the Run est une chanson écrite par Lenny Kravitz et Slash, enregistrée par Kravitz et sortie en 1991 en tant que premier single extrait de son deuxième album, Mama Said. Elle présente la contribution de Slash, le guitariste de groupe Guns N' Roses. Celui-ci écrit la musique de la chanson avec l'intention initiale de la publier sur un album studio des Guns, mais comme l'ancien batteur Steven Adler éprouve des difficultés à jouer la chanson, il la conserve pour cette éventuelle collaboration avec Kravitz.
Le 6 juin 1992, au cours de la tournée Use Your Illusion Tour de Guns N' Roses, lors du concert à l'hippodrome de Vincennes devant 60 000 spectateurs et retransmis à la télévision, Kravitz rejoint le groupe sur scène, chantant et jouant de la guitare sur ce morceau. L'enregistrement figure sur le double album live Say Your Prayers (non officiel).
La chanson est incluse dans le jeu vidéo Guitar Hero: Aerosmith. On l'entend également dans le film de Frank Coraci Waterboy en 1998, ainsi que dans le film Go de Doug Liman en 1999.

## Enregistrement
Lorsque Lenny Kravitz voit Guns N' Roses sur la scène des American Music Awards, il se rend compte que Slash et lui ont fréquenté le même lycée. Il invite le guitariste à jouer un solo sur le titre Fields of Joy pour son nouvel album. Slash retrouve Kravitz pour une session d'enregistrement juste après la fin de sa tournée européenne. Après le dernier concert, il saute dans un Concorde et s'envole de Londres pour New York à neuf heures du matin. Le solo terminé, il lui propose le riff d'Always on the Run. Kravitz raconte à Rolling Stone : « Il m'a demandé de prendre un gallon de vodka et un sac de glace et nous sommes allés en studio et voilà. Nous avons écrit et enregistré la chanson tous les deux. Je jouais de la batterie, il jouait de la guitare. Ensuite, j'ai joué de la guitare, de la basse et le chant. J'ai fait venir les cuivres et c'était fait. Puis il a repris l'avion le lendemain matin et est allé à Los Angeles. C'était une journée folle ».

## Réception critique
À sa sortie, Simon Reynolds du Melody Maker déclare : « Le personnage de Kravitz change à chaque phrase vocale – Hendrix / Sly Stone / Costello – et parfois d'un seul coup. j'aime ça, mais il faut parfois être ferme ». Le magazine paneuropéen Music & Media écrit : « Kravitz a toujours été fortement influencé par des artistes des années 60 comme Lennon et Hendrix, et cette fois c'est au tour de James Brown de jouer aussi le parrain. Guitare rythmique staccato et section de cuivres pointue. Bons grooves fournis ». Dans une revue rétrospective, Carla Hay d' AXS déclare : « En tant que premier single de son album de 1991, Mama Said, Always on the Run établi à nouveau Kravitz comme un rocker puissant qui mélange savamment des influences rétro avec des sons modernes.

## Clip musical
Le clip vidéo est réalisé par Jesse Dylan. Il montre le groupe de Lenny Kravitz et Slash, filmés en noir et blanc, interprétant la chanson.

## Liste des titres
1. Always on the Run
2. Butterfly
3. Light Skin Girl from London
4. Always on the Run (Instrumental)

## Personnel
- Lenny Kravitz – chant, guitare, guitare basse, batterie, arrangements, production
- Slash – guitare solo
- Karl Denson, Butch Thomas – saxophone
- Mike Hunter – trompette

## Classements
Always on the Run atteint le top 10 du classement américain Billboard Modern Rock Tracks, culminant à la 8e place.
| Classements (1991)                     | Meilleure position |
| -------------------------------------- | ------------------ |
| Australie (ARIA)                       | 43                 |
| Belgique (Flandre Ultratop 50 Singles) | 26                 |
| États-Unis (Mainstream Rock)           | 40                 |
| Finlande (Suomen virallinen lista)     | 29                 |
| Pays-Bas (Nederlandse Top 40)          | 5                  |
| Pays-Bas (Single Top 100)              | 8                  |
| Royaume-Uni (UK Singles Chart)         | 41                 |
| Suisse (Schweizer Hitparade)           | 25                 |

## Reprises
Always on the Run est samplée par Mark Ronson dans le morceau On the Run, featuring Mos Def et MOP, sur son premier album Here Comes the Fuzz en 2003. La chanteuse brésilienne Marisa Monte reprend la chanson lors d'une répétition avec le groupe Titãs sur son DVD Mais paru en 1992.